# Nicey-sur-Aire
Nicey-sur-Aire ist eine französische Gemeinde mit 129 Einwohnern (Stand 1. Januar 2022) im Département Meuse in der Region Grand Est (vor 2016 Lothringen). Sie gehört zum Arrondissement Commercy und zum Kanton Dieue-sur-Meuse.

## Geografie
Die Gemeinde liegt etwa 18 Kilometer nordöstlich von Bar-le-Duc im Zentrum des Départements Meuse an der Aire. Die Gemeinde besteht aus den Orten Latte und Nicey-sur-Aire. Weite Teile im Westen und Osten der Gemeinde sind bewaldet. Die bedeutendsten Waldgebiete tragen die Namen Bois de la Dame und Bois de Habeyra. Nachbargemeinden sind Pierrefitte-sur-Aire im Norden, Fresnes-au-Mont im Nordosten, Rupt-devant-Saint-Mihiel im Osten, Ville-devant-Belrain im Süden, Belrain im Südwesten sowie Raival im Westen.

## Geschichte
Der Name der heutigen Gemeinde wurde im Jahr 1204 unter dem lateinischen Namen Niceium erstmals in einem Dokument erwähnt. Im Mittelalter gehörte die Gemeinde zum Gebiet des Herzogtums Bar und danach zum Herzogtum Lothringen. Genauer zum Amt (Bailliage) Bar. Mit dieser Herrschaft fiel Nicey-sur-Aire 1766 an Frankreich. Bis zur Französischen Revolution lag die Gemeinde im Grand-gouvernement de Lorraine-et-Barrois. Von 1793 bis 1801 war die Gemeinde dem Distrikt Saint-Mihiel zugeteilt. Und von 1793 bis 2015 Teil des Kantons Pierrefitte-sur-Aire. Seit 1801 ist Nicey-sur-Aire dem Arrondissement Commercy zugeordnet. Bis 1919 trug die Gemeinde den Namen Nicey.

### Bevölkerungsentwicklung
| Jahr                                                                                                | 1962 | 1968 | 1975 | 1982 | 1990 | 1999 | 2006 | 2011 | 2019 |
| Einwohner                                                                                           | 125  | 124  | 110  | 109  | 119  | 118  | 112  | 103  | 123  |
| Quellen: Cassini (Volkszählungen bis 1999) und INSEE (offizielle Schätzungen per 1. Januar ab 2006) |      |      |      |      |      |      |      |      |      |

## Sehenswürdigkeiten
- Kirche Nativité–de–la–Vierge (Mariä Geburt)
- Gedenktafel für die Gefallenen[3]
- Vier Wegkreuze; jeweils ein Wegkreuz südwestlich und östlich des Dorfs, ein Wegkreuz in Latte und das Croix Camorin im Waldgebiet im Osten der Gemeinde
- Drei ehemalige Lavoirs (Waschhäuser)
- Vents des Forêts; Holzkunstwerke in Nicey-sur-Aire und Nachbargemeinden

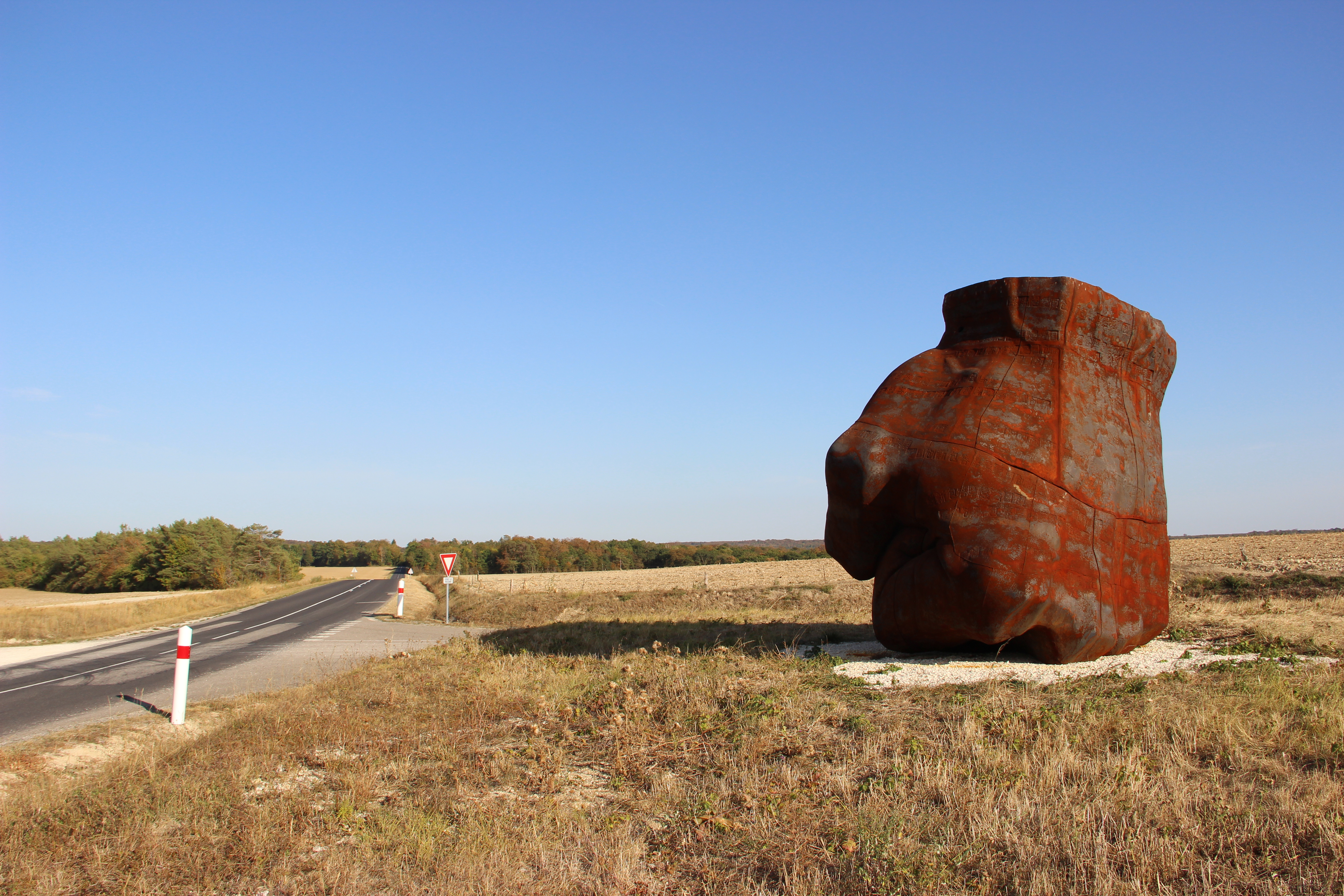
„Eiserne Faust“, Installation des chinesischen Künstlers Liu Bolin